# El Paracho
El Paracho es una localidad del estado mexicano de Michoacán. Es parte del municipio de Pajacuarán.

## Toponimia
El nombre «Paracho» proviene de los términos en purépecha: paratsi, manta o ropaje; ro, locativo. Su significado es «Lugar de mantas».

## Demografía
| Gráfica de evolución demográfica |
|                                  |

| Censo | Población |
| ----- | --------- |
| 1900  | 131       |
| 1910  | 146       |
| 1921  | 188       |
| 1930  | 200       |
| 1940  | 543       |
| 1950  | 640       |
| 1960  | 468       |
| 1970  | 914       |
| 1980  | 1279      |
| 1990  | 1181      |
| 2000  | 1180      |
| 2010  | 1083      |
| 2020  | 1115      |